# Donna Leon – Das Mädchen seiner Träume
Das Mädchen seiner Träume ist ein deutscher Fernsehfilm von Sigi Rothemund aus dem Jahr 2011, der auf dem gleichnamigen Roman von Donna Leon basiert. Es handelt sich um die siebzehnte Episode der ARD-Kriminalfilmreihe Donna Leon mit Uwe Kockisch als Commissario Guido Brunetti in der Hauptrolle.

## Handlung
Commissario Guido Brunettis Mutter Amelia ist tot. Im Film werden anfangs Rückblenden aus den vorherigen Folgen und von früher, als Brunetti noch ein Kind war, gezeigt. Der Commissario hat aber auch einen neuen Mordfall, der ihm etwas Ablenkung in seiner Trauer bringt. Er muss diesmal den Mord an einem Romamädchen aufklären. Der kleine Bruder des toten Mädchens gibt gegen Ende der Ermittlungen an, er und seine Schwester seien von einem „Tigermann“ verfolgt worden. Brunetti kennt inzwischen tatsächlich einen Mann, auf den die kindliche Beschreibung passt.

## Hintergrund
Das Mädchen seiner Träume wurde vom 21. April 2010 bis zum 25. Juni 2010 in Venedig und Umgebung gedreht. Die Erstausstrahlung auf Das Erste erfolgte am 28. April 2011 zur Hauptsendezeit.

## Kritik
Die Kritiker der Fernsehzeitschrift TV Spielfilm vergaben dem Film eine mittlere Wertung, sie zeigten mit dem Daumen zur Seite. Sie konstatierten: „Verzettelte Story, aufgesetzte Moral“.